# Syfania
Syfania is een geslacht van vlinders van de familie Uilen (Noctuidae), uit de onderfamilie Agaristinae.

## Soorten
- S. bieti Oberthür, 1886
- S. dejeani Oberthür, 1893
- S. giraudeaui Oberthür, 1893
- S. oberthüri Alphéraky, 1895